# Liga 1 (Indonesië)
De  Liga 1 is de hoogste voetbalafdeling in Indonesië die door de Indonesische voetbalbond (PSSI) wordt georganiseerd. De achttien deelnemende clubs spelen een complete competitie om te bepalen wie zich landskampioen mag noemen. De drie laagstgeklasseerde teams degraderen aan het eind van het seizoen, en worden vervangen door de nummers 1,2 en 3 van de Liga 2.

## Geschiedenis
In de Liga 1 wordt sinds 2017 gestreden om het landskampioenschap. De competitie werd op verzoek van de FIFA opgericht in 2017 na de samensmelting binnen de PSSI van clubs uit de Super League en de dissidenten uit de commerciële en onafhankelijke wilde competities.

## Competitieopzet
De opzet van deze Indonesische competitie verschilt ten opzichte van de bekende Europese competities. Een aantal kenmerken zijn:
- Een club mag niet meer dan twee spelers in de selectie hebben die ouder zijn dan 35 jaar;
- Er moeten in elke wedstrijd minimaal vijf spelers van onder de 23 jaar meespelen;
- Ieder team mag in elke wedstrijd vijf wissels (in plaats van drie zoals gebruikelijk is);
- Een team mag maximaal 4 buitenlandse spelers op de loonlijst hebben, waarvan één buitenlandse speler uit Azië moet komen. De vierde buitenlander kan alleen aan de selectie toegevoegd worden als het een speler met buitengewone kwaliteiten is (een zogeheten marquee player).

De competitie wordt gespeeld met de standaard FIFA-regels. De Liga 1 bestaat uit 18 teams die elk thuis en uit tegen elkaar spelen. De onderste drie teams zullen degraderen naar de Liga 2.

## Kampioenschappen
| Seizoen | Kampioen        | Runner-Up          |
| ------- | --------------- | ------------------ |
| 2017    | Bhayangkara FC  | Bali United FC     |
| 2018    | Persija Jakarta | PSM Makassar       |
| 2019    | Bali United FC  | Persebaya Surabaya |